# کمپس میل (مریلند)
کمپس میل (به انگلیسی: Kemps Mill) یک منطقهٔ مسکونی در ایالات متحده آمریکا است که در مریلند واقع شده‌است. کمپس میل ۱۲۶ نفر جمعیت دارد و ۱۱۱٫۸۶ متر بالاتر از سطح دریا واقع شده‌است.